# Kisberzseny
Kisberzseny là một thị trấn thuộc hạt Veszprém, Hungary. Thị trấn này có diện tích 5,29 km², dân số năm 2010 là 89 người, mật độ 17 người/km².